# Ignaz Jastrow
Ignaz Jastrow (ur. 13 września 1856 w Nakle n. Notecią, zm. 2 maja 1937 w Berlinie) – niemiecki prawnik, historyk i polityk.
Studiował historię, prawo i nauki polityczne we Wrocławiu i w Berlinie. W 1878 roku otrzymał stopień doktora filozofii. Od 1879 roku uczył w różnych gimnazjach berlińskich, zaś od roku 1881 był wydawcą i redaktorem czasopism naukowych, m.in. „Sozialen Praxis” („Praktyka Społeczna”). Uzyskał następnie habilitację z historii i udzielał się na Uniwersytecie Humboldtów w Berlinie jako docent prywatny. Był asystentem Leopolda von Ranke.
Przyczynił się do rozpowszechnienia pojęcia liberalizm socjalny. Był członkiem Towarzystwa Polityki Społecznej i założył w 1897 roku czasopismo „Arbeitsmarkt” („Rynek Pracy”). W 1905 roku otrzymał profesurę, a w latach 1906–1914 wykładał w Wyższej Szkole Handlowej w Berlinie, której był pierwszym rektorem w latach 1906–1909. Z powodu swego żydowskiego pochodzenia stanowisko profesora nauk politycznych na Uniwersytecie Humboldtów w Berlinie mógł otrzymać dopiero w 1920 roku. Karierę naukową zakończył w 1935 roku w wieku 79 lat. Zmarł dwa lata później. 
Był autorem ok. 200 publikacji naukowych, szczególnie z zakresu prawa pracy; w tym książki Polityka socjalna i nauka administracji (1902). Znany był również jako przedstawiciel niemieckiej doktryny prawa administracyjnego przełomu XIX i XX wieku.